# Žaga, Bovec
Žaga este o localitate din comuna Bovec, Slovenia, cu o populație de 336 de locuitori.